# رويال دانو
رويال دانو (بالإنجليزية: Royal Dano)‏ مواليد 16 نوفمبر 1922 في نيويورك - الوفاة 15 مايو 1994 في لوس أنجلوس، الولايات المتحدة، هو ممثل أمريكي بدأ مسيرته الفنية سنة 1950.

## الأعمال
- جوني غيتار
- الأب أعلم
- غان سموك
- ذا ريفلمان
- بونانزا
- مقلاع
- الفنون القتالية الصينية
- أوت لاو جوسي ويلز
- بيت صغير على المرج
- شيء ما شرير يأتي من هذا الطريق

## روابط خارجية
- رويال دانو على موقع IMDb (الإنجليزية)
- رويال دانو على موقع قاعدة بيانات الأفلام العربية
- رويال دانو على موقع ألو سيني (الفرنسية)
- رويال دانو على موقع ميوزك برينز (الإنجليزية)
- رويال دانو على موقع تيرنر كلاسيك موفيز (الإنجليزية)
- رويال دانو على موقع أول موفي (الإنجليزية)
- رويال دانو على موقع قاعدة بيانات برودواي على الإنترنت (الإنجليزية)
- رويال دانو على موقع قاعدة بيانات الأفلام السويدية (السويدية)
- رويال دانو على موقع إن إن دي بي (الإنجليزية)
- رويال دانو على موقع ديسكوغز (الإنجليزية)